# Condado de Martin (Texas)
O Condado de Martin é um dos 254 condados do estado norte-americano do Texas. A sede do condado é Stanton, e sua maior cidade é Stanton.
O condado possui uma área de 2 371 km² (dos quais 2 km² estão cobertos por água), uma população de 4 746 habitantes, e uma densidade populacional de 2 hab/km² (segundo o censo nacional de 2000).
O condado foi criado em 1860.